# Italie en commun
Italie en commun (en italien : Italia in comune) est un parti politique italien fondé en avril 2018 et dirigé par Federico Pizzarotti.

## Création
Le parti est fondé le 14 avril 2018 par Federico Pizzarotti, maire de Parme, dans le but de rassembler une partie des listes civiques du pays. En octobre suivant, le député Serse Soverini décide de rejoindre le nouveau parti.
En vue des élections européennes de mai 2019, il s’allie avec +Europa, le parti fondé par Emma Bonino. Le parti obtient 3,11 % des voix et aucun élu.